# Brigada »Garibaldi Natisone«
Brigada »Garibaldi Natisone«  je bila brigada v sestavi Narodnoosvobodilne vojske in partizanskih odredov Jugoslavije in ki je delovala med drugo svetovno vojno na področju Kraljevine Jugoslavije.